# Sør-Hålogalands stift
Sør-Hålogalands stift (norska: Sør-Hålogaland bispedømme, lulesamiska: Oarjje-Hålogalánda bisspaguovllo) är ett stift i Norska kyrkan som omfattar Nordland fylke i norra Norge. Stiftet grundades 1952 då dåvarande Hålogaland bispedømme delades. Stiftscentrum ligger i Bodø, och Bodø domkyrka invigdes 1956. Stiftet har även ansvar för samiskt kyrkoliv inom det lulesamiska språkområdet.
Biskop är sedan 2023 Svein Valle. Vid tillträdet var han domprost i Bodø domprosti, och i kraft av sitt ämbete även tillförordnad biskop sedan den tidigare biskop Ann-Helen Fjeldstad Junes avgått tidigare samma år.

## Historik
Hela Nordnorge låg ursprungligen under biskopens i Trondhjem tillsyn, med centrum kring Nidarosdomen som domkyrka. Först 1804 bröts Nordlandene og Finmarkens stift ut som ett eget förvaltningsområde inom kyrkan, trots att det funnits världsliga län och amt inom området sedan 1500-talet.
När Nordlandene och Finmarkens stift bildades beslutade den nytillträdde biskop Mathias Bonsach Krogh att bosätta sig i Alstahaug, och 1805–1828 kom Alstahaugs kyrka att fungera som domkyrka. Efter hans död tillträdde Peder Christian Hersleb Kjerschow som ny biskop 1830, och flyttade då biskopssätet till Tromsø. Stiftet bytte också namn till Tromsø stift 1844, för att sedan bli Hålogalands stift (Hålogaland bispedømme) 1918.
Sør-Hålogalands stift upprättades 1952, genom en delning av Hålogalands stift i en sydlig och en nordlig del vid namn Nord-Hålogalands stift.

## Domkyrka

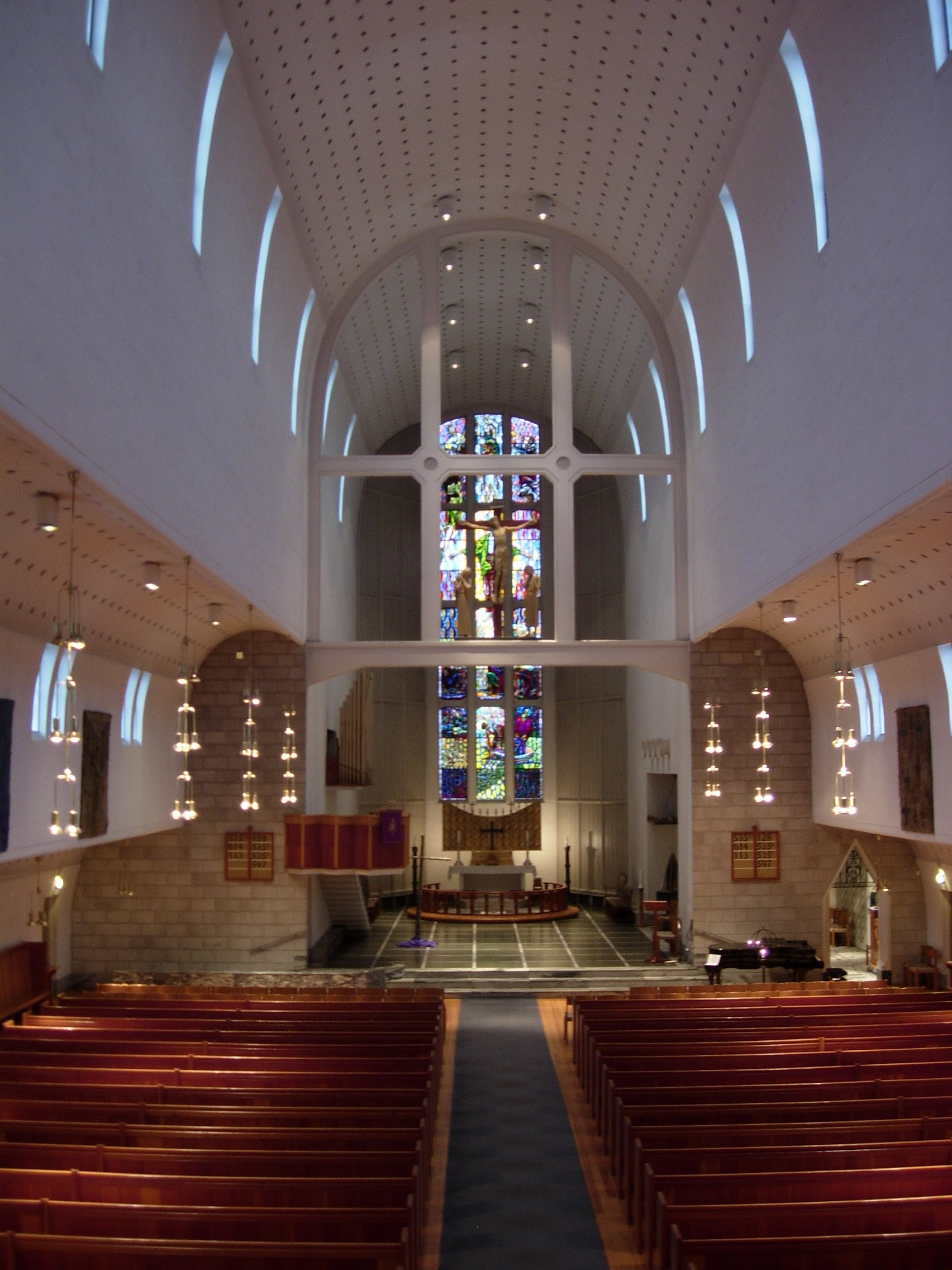
Domkyrkans interiör, mot altaret.

Bodø gamla församlingskyrka förstördes 1940 genom andra världskrigets bombningar. Efter kriget väcktes planer på en delning av Hålogaland stift, med Bodø som ny domkyrka i det södra av de två nya stiften.
Bygget inleddes 1954, och består av en femskeppig basilika samt ett fristående klocktorn i ett öppet genomförande. Materialvalen var moderna för sin tid, med fokus på cement och puts. Den färdiga domkyrkan konsakrerades av biskop Wollert Krohn-Hansen 1956.

## Organisation

Kontrakt (prosterier) i Sør-Hålogalands stift.

Sør-Hålogalands stift är indelat i åtta kontrakt (prosterier, norska: prostier), som i sin tur är indelade i 83 församlingar (norska: sokn eller sogn), som samverkar i 41 kyrkliga samfälligheter (norska: kirkelige fellesråd), en organisation som ungefärligt motsvarar ett pastorat, men i övrigt följer kommunindelningen och är nära knuten till den kommunala organisationen.
| Kontrakt (prosti)                                  | Kommuner                                                       |
| -------------------------------------------------- | -------------------------------------------------------------- |
| Bodø domprosteri (klarröd, i mitten)               | Bodø, Gildeskål, Meløy, Røst, Værøy                            |
| Lofotens prosteri (ljusgul, öarna i havsbandet)    | Flakstad, Moskenes, Vestvågøy, Vågan                           |
| Vesterålens prosteri (violett, längst i norr)      | Andøy, Bø, Hadsel, Lødingen, Sortland, Øksnes                  |
| Ofotens prosteri (klargul, i nordöst)              | Evenes, Hamarøy, Narvik                                        |
| Saltens prosteri (grön)                            | Beiarn, Fauske, Saltdal, Steigen, Sørfold                      |
| Nord-Helgelands prosteri (orange, i kustbandet)    | Alstahaug, Dønna, Herøy, Leirfjord, Lurøy, Nesna, Rødøy, Træna |
| Indre Helgelands prosteri (lila, i södra inlandet) | Grane, Hattfjelldal, Hemnes, Rana, Vefsn                       |
| Sør-Helgelands prosteri (ljusröd, i sydväst)       | Bindal, Brønnøy, Sømna, Vega, Vevelstad                        |

## Samiskt kyrkoliv

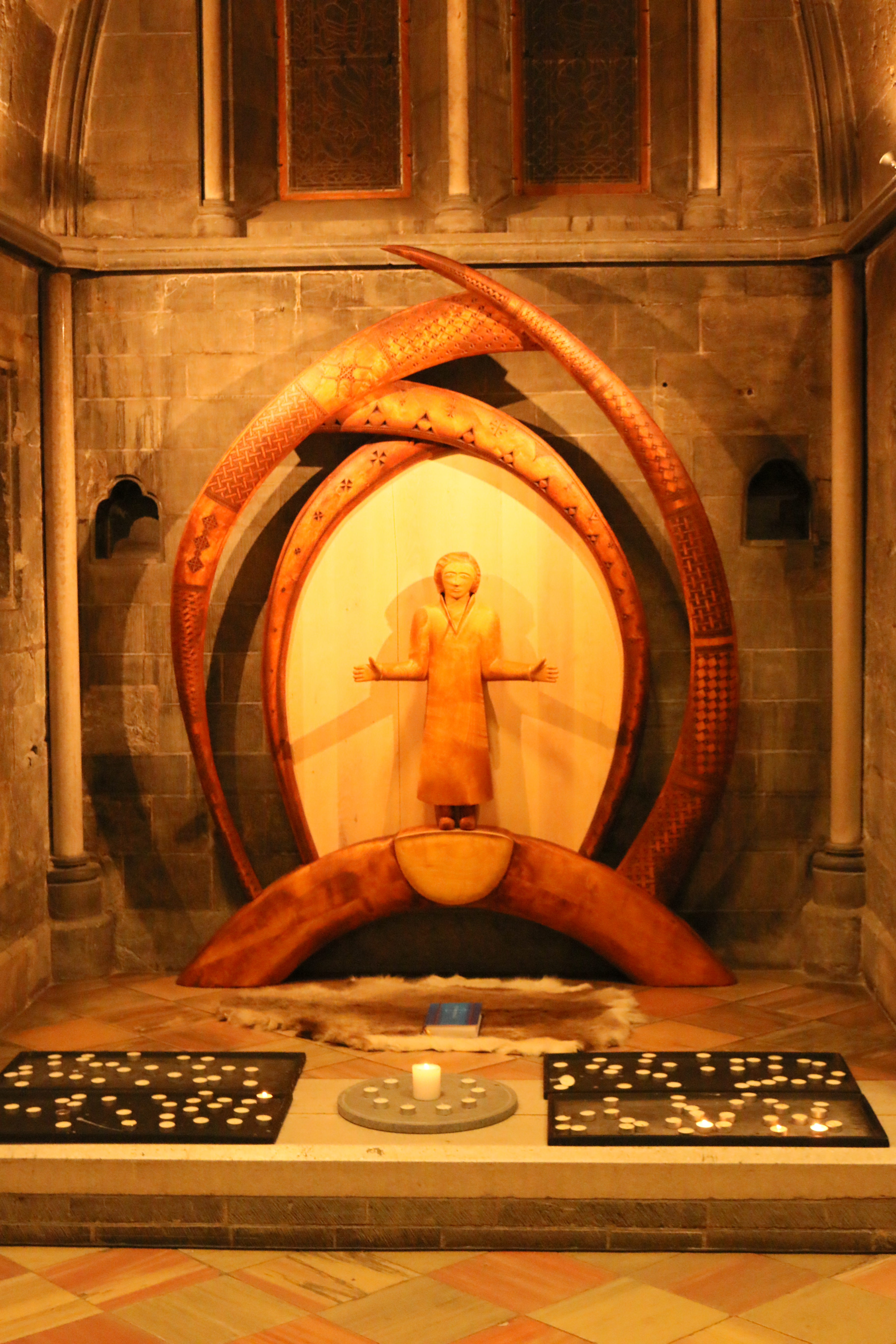
Det samiske alteret i Nidarosdomen i Nidaros stift är ett uttryck för sydsamisk kultur inom Den norske kirke.

Historiskt har Norska kyrkan motverkat samiska kulturuttryck, och kyrkomötet har bland annat uttalat att det "...erkänner att myndigheternas förnorskningspolitik och Den norske kirkes roll i det sammanhanget har medfört övergrepp mot det samiska folket. Kyrkomötet vill bidra till att orätten inte längre ska fortsätta."
Sedan 2011 har kyrkan haft en särskild strategisk plan för arbetet med samiskt kyrkoliv; den senaste planen reviderades 2019. Sør-Hålogalands stift är ett av tre stift inom Norska kyrkan som tillsammans med Nidaros stift och Nord-Hålogalands stift har ett uttalat ansvar för samiskt kyrkoliv. Sør-Hålogaland har huvudansvar för det lulesamiska språkområdet, men tjänar även sydsamiska och nordsamiska grupper.
Församlingarna avgör själva vilket språk som ska användas i gudstjänsten, medan biskopen använder lulesamiska. Uppemot tre fjärdedelar av församlingarna har olika former av samiska inslag i sina gudstjänster (2022). Andra uttryck för samiskt kyrkoliv är samisk utsmyckning av sidoaltare ("samiskt altare"), samiska kulturkvällar och konserter, samt uppmärksammandet av samernas nationaldag. Tillsammans med Svenska Bibelsällskapet bedrivs även arbete med bibelöversättning till lulesamiska och pitesamiska.
Biskop Svein Valle har sagt att han avser undersöka möjligheterna att inrätta en icke-territoriell lulesamisk församling.

## Biskopslängd
- Wollert Krohn Hansen 1952–1959
- Hans Edvard Wisløff 1959–1969
- Bjarne Odd Weider 1969–1982
- Fredrik Grønningsæter 1982–1992
- Øystein Ingar Larsen 1992–2006
- Tor Berger Jørgensen 2007–2015
- Ann-Helen Fjeldstad Jusnes 2016–2023
- Svein Valle 2023–